# Le Miroir de Cassandre
Pour les articles homonymes, voir Cassandre (homonymie).
Le Miroir de Cassandre est un roman de Bernard Werber paru en 2009.
Les thèmes du roman sont la prévision de l'avenir, la liberté et son usage, l'exclusion, l'avenir de l'humanité (et l'autisme). Le prénom du personnage principal est une référence au mythe grec de Cassandre.

## L'histoire

### «Il sera une fois»
Cassandre Katzenberg a le don de voir le futur, mais elle n'a aucun souvenir de sa vie avant la mort de ses parents dans un attentat en Égypte. Après s'être enfuie de l'école des Hirondelles avec une montre mystérieuse, elle trouve refuge à Rédemption, un village improvisé dans une décharge dans lequel vit une bande de marginaux qui se sont attribué des titres de noblesse : le « Baron » Orlando Van de Putte, la « Duchesse » Esméralda, le « Vicomte » Fetnat Wade et le « Marquis » Kim Ye Bin. Mais, pendant la nuit, elle les réveille et leur annonce qu'un attentat va avoir lieu. Sa prévision se révélant exacte, les « Rédemptionnais » prennent peur et décident de l'expulser. S'ensuit alors une période d'errance dans les rues jusqu'à ce qu'elle vole un livre sur son homonyme mythologique : Cassandre de Troie et se fasse arrêter. Elle est alors reconduite à l'école des Hirondelles, d'où elle parvient à s'échapper une seconde fois, après avoir trouvé l'adresse de ses parents dans son dossier. Là-bas, elle ne découvre rien sur elle mais apprend qu'elle a un frère, Daniel, un génie des mathématiques qui a mis au point Probabilis, un système informatique qui peut calculer la probabilité de mourir dans les cinq secondes d'une personne. Elle retourne ensuite à Rédemption et parvient à se faire accepter de la communauté. Mais elle a à nouveau la vision d'un attentat que, cette fois, le groupe parvient à déjouer.

### «Il est une fois»
Le don de voyance et la force de caractère de Cassandre commence à se faire connaître dans la communauté de la décharge, mais l'adolescente refuse de s'allier aux gitans, qui veulent se faire de l'argent sur elle, et ou aux Albanais trafiquants de femmes et de chiens. Avec les deux groupes sur le dos, Cassandre fuit le dépotoir avec Kim pour essayer à nouveau d'en découvrir plus sur son passé et son don. De retour à l'école des Hirondelles, les deux clochards parviennent à forcer le directeur Papadakis à révéler ce qu'il sait : le père de Cassandre et Daniel était un politique soucieux de l'avenir et leur mère une éminente pédopsychiatre, et tous deux ont mené une expérience sur leurs enfants. Puis ils vont à la rencontre de Charles de Vézelay, ministre de la Prospective et dernier à croire au projet des Katzenberg, qui les met sur la voie de Daniel. Mais à leur vue, il prend la fuite.
Kim et Cassandre rentrent donc à Rédemption, où l'adolescente a une nouvelle vision d'attentat, que les Rédemptionnais déjouent encore.

### «Il était une fois»
Les Rédemptionnais parviennent à s'enfuir du lieu de discorde, mais pas Cassandre. Hospitalisée, elle apprend de Papadakis qu'elle est l'Expérience 24 de ses parents. Elle découvre qu'il l'a enfermée dans un sous-sol et compte se servir de son pouvoir. Kim lui permet de s'en aller avec lui, non sans avoir mis le feu à l'immeuble où dorment les autres sujets d'expérience de Papadakis, pour les forcer à fuir. Charles les retrouve et leur dit que Daniel les attend, mais celui-ci se suicide sous leurs yeux. Cassandre souhaite retenir son enseignement et agir en conséquence : créer avec les Rédemptionnais le Club des Visionnaires. Elle a ensuite une autre vision : une attaque bactériologique. Ils déjouent une fois de plus l'attaque, mais les terroristes qui les ont cette fois suivis les rattrapent et les attachent au pied d'un broyeur-compacteur. Papadakis les y délivre in extremis. Puis il apprend à Cassandre en quoi consistait l'Expérience (la 24 pour elle, la 23 pour son frère). Cassandre met en place son projet visionnaire avec Kim, de qui elle s'est grandement rapprochée.